# Nagy Erika (színművész)
Nagy Erika (Budapest, 1966. május 21. –) magyar színésznő.

## Életpályája
A Nemzeti Színház Akadémiáján végzett 1987-ben. Pályáját a Jurta Színház társulatában kezdte. 1989-től két évig szabadfoglalkozású színésznőként dolgozott. 1991-től a Békéscsabai Jókai Színház művésznője. Férje: Tomanek Gábor színművész. 

## Fontosabb színházi szerepei
- Carlo Goldoni: Chioggiai csetepaté... Libera asszony, Fortunato felesége
- Tennessee Williams: A vágy villamosa... Mexikói asszony
- Friedrich Schiller: Ármány és szerelem... Sophie, a Lady komornája
- Federico García Lorca: Bernarda Alba háza... María Josefa (Bernarda anyja)
- Stendhal: Vörös és fekete... Fervaques marsallné, özvegy
- Bertolt Brecht: Állítsátok meg Arturo Uit!... Egy asszony
- Bertolt Brecht – Kurt Weill: Koldusopera... Betty
- Friedrich Dürrenmatt: Az öreg hölgy látogatása... Ill felesége
- Henrik Ibsen: Nóra... Anne-Marie
- Georges Feydeau: A női szabó... Pomponette
- Arisztophanész: Lüzisztraté... Peronoszpóra, idősebb feleség
- Katona József: Bánk bán... Rendfőnökasszony
- Vörösmarty Mihály: Csongor és Tünde... Ledér
- Jókai Mór: A kőszívű ember fiai... Plankenhorst Antoinette
- Arany János – Zalán Tibor: Toldi... Anya; Özvegy
- Nyirő József: Jézusfaragó ember... Egy asszony
- Móricz Zsigmond: Nem élhetek muzsikaszó nélkül... Mina néni
- Móricz Zsigmond – Miklós Tibor – Kocsák Tibor: Légy jó mindhalálig... Török néni
- Szép Ernő: Lila ákác... Mili
- Molnár Ferenc: Az üvegcipő... Adél
- Molnár Ferenc: Liliom... Hollunderné
- Weöres Sándor: A kétfejű fenevad... szereplő
- Lengyel Menyhért: Róza néni... Zsófi
- Herczeg Ferenc: Bizánc... Anna, udvarhölgy
- Nóti Károly: Hippolyt, a lakáj... Julcsa
- Páskándi Géza: A vigéc... Rendőrnő
- Németh László: A két Bolyai... Barcsainé
- Németh László: Villámfénynél... Virrasztó asszony
- Kaló Flórián: Négyen éjfélkor... Stefánia
- Csukás István: Bohóc az egész család ... meg a postás is... Mama, idomár és háziasszony
- Gyárfás Endre: Dörmögőék űrvendége... Dörmögő anyó
- Konter László: A só... A király legnagyobb lánya
- Zalán Tibor – Greifenstein János: Csínom Palkó... Teréz
- Zalán Tibor – Fazekas Mihály: Lúdas Matyi... Anya, Matyi anyja
- Görgey Gábor: Berta... Sára, Noé felesége
- Pozsgai Zsolt: Razzia... Eliana, 39 éves, szociológus
- Pozsgai Zsolt: A Szellemúrnő (Ábránfy Katalin)... Ursula nővér
- Szente Béla: Szárnyad árnyékában... Bánszkiné, a bíró felesége
- Kulcsár Lajos – Fodor Zsóka: Zserbótangó... Kocsis Etelka, főbérlő
- Békés Pál: Egy kis térzene... Dinnyésné
- Szabó Magda: Születésnap... Auerné, Szilvia anyja
- Rákoss Péter – Bornai Tibor: Mumus... Anya
- Hedry Mária: A bűvös patkó... Róka asszonyság
- Polgár András – Král Gábor – Zakar István: Mesék meséje... Vasorrú, piros vasorral
- Lewis Carroll: Alice... Szakácsnő
- Grimm fivérek: Rigócsőr király... Szobalány; Vera né; Tejesasszony; Kofa
- Grimm fivérek: A széttáncolt cipellők... Tündér
- Alan Alexander Milne: Micimackó... Nyuszi
- L. Frank Baum: Óz, a nagy varázsló... Gonosz boszorkány
- E. T. A. Hoffmann: Diótörő és az Egérkirály... Királyné; Tanácsosné
- Hans Christian Andersen: Hókirálynő... Seia
- Irina Karnauhova: Mese a tűzpiros virágról... Dada
- Ivan Holub: Javor vitéz, avagy mese a régmúlt időkből... Halál
- Erich Kästner: Május harmincötödike... Borgmeierné; elektrovárosi nő
- Eisemann Mihály – Szilágyi László: Én és a kisöcsém... Piri
- Usztics Mátyás – Makrai Pál: Rózsák, szerelmek... Sárga rózsa
- Várkonyi Mátyás – Miklós Tibor: Sztárcsinálók... Damnaris; Locusta
- Ungár Tamás: Mihók, a bolondos... Menyasszony anyja; Első asszony
- Schönthan testvérek – Kellér Dezső – Szenes Iván: A szabin nők elrablása... Irma, Szilvásy felesége
- Jacques Deval: Potyautas... Yvonne
- Robert Thomas: A gyilkos köztünk van!... Augustine
- Michel Tremblay: Sógornők... Des-neiges Verrette
- Richard Harris: Csupa balláb... Rose
- Shaun McKenna: Éljen az élet!... McKenna
- Peter Stone: Senki sem tökéletes, avagy nincs, aki hűvösen szereti... Dolóresz
- Paul Foster: Színezüst csehó... Popsi, kocsmalány
- Paul Foster: I. Erzsébet... Pata Sola, a boszorkány; A hold; Egy hugenotta; Mária egyik udvarhölgye
- Anthony Marriott – Alistair Foot: Csak semmi szexet kérem, angolok vagyunk!... Eleanor Hunter, Peter édesanyja
- Arthur Kopit: Nine (Kilenc)... Rendőrfőnökasszony
- Tahir Mujičić: Trenk, avagy a vad báró... Krivokletić, Genovéva asszony, Krivokletić Luka úr özvegye
- Alan Jay Lerner – Frederick Loewe: My Fair Lady... Mrs. Eynsford-Hill
- Joe Masteroff – John Kander – Fred Ebb: Kabaré... szereplő
- Rudyard Kipling – Dés László – Geszti Péter – Békés Pál: A dzsungel könyve... Bagira
- Dale Wasserman – Mitch Leigh – Joe Darion: La Mancha lovagja... Házvezetőnő
- Szalma Dorotty – Wolfgang Amadeus Mozart: Varázsfuvola... II. Hölgy
- Boldizsár Miklós – Szörényi Levente – Bródy János: István, a király... Sarolt
- Fejes Endre – Presser Gábor – Sztevanovity Dusán: Jó estét nyár, jó estét szerelem... Ilona
- Déry Tibor – Pós Sándor – Presser Gábor – Adamis Anna: Képzelt riport egy amerikai popfesztiválról... Juana
- Ábrahám Pál: Viktória... Niki, Viktória bizalmasa
- Farkas Ferenc: Csínom Palkó... Örzse, Daru szolgálója; Bálozó nő 3.
- Hamvai Kornél – Rejtő Jenő – Varró Dániel: Vesztegzár a Grand hotelben... Signora Relli, kiérdemesült primadonna
- Terence McNally – David Yazbek: Alul semmi... Vicki Nichols, Harold felesége
- Kocsák Tibor – Bozsó József: Kukac Kata kalandjai... Mama, Kék Béka
- Gyárfás Miklós – Szabó Tamás: Tanulmány a nőkről... Gegucz Bálintné, Jolán
- Várkonyi Mátyás – Béres Attila: Egri csillagok... Ceceyné
- Szabó Attila – ifj. Mlinár Pál – Lovas Gábor: Holló Jankó... Erzsók anyó
- Theodor Mouche – Stella Adorján – Békeffi István: Pezsgős vacsora... Aranka
- Zalán Tibor: Kaland a nagy családerdőben... Családi manó
- Csukás István – Bergendy István: Bohóc az egész család ... meg a postás is ... Mama, idomár és háziasszony
- Neil Simon – Cy Coleman – Dorothy Fields: Sweet Charity... Nickie
- Tamási Áron: Énekes madár... Kömény Ignácné, Móka anyja
- Fenyő Miklós – Tasnádi István: Made in Hungária... Anya
- Koltay Gábor – Koltay Gergely – Kormorán együttes: Trianon...  Idős asszony; Tekintetes asszony

## Filmek, tv
- Margarétás dal
- Nem jogerős
- Kérnék egy kocsit
- Kisváros
- Henrik Ibsen: Nóra (színházi előadás tv-felvétele)
- Frederico Garcia Lorca: Bernarda Alba Háza (színházi előadás tv-felvétele)